# Лорд Питер Уимзи
Лорд Питер Дэс Бредон Уимзи (англ. Lord Peter Death Bredon Wimsey) — вымышленный аристократ-детектив, главный герой серии детективных романов и рассказов Дороти Ли Сэйерс.

## Биография
Родился в 1890 году. В одном из романов его облик описывается так: «бледное глупое лицо и гладко зачесанные назад соломенные волосы; монокль, нелепый рядом с комически подергивающейся бровью; безукоризненно выбритый подбородок, в котором не было ничего мужественного; безупречный накрахмаленный воротничок, довольно высокий, галстук, завязанный элегантным узлом и подходящий по цвету к платку, который едва выглядывал из нагрудного кармана дорогого костюма, пошитого на заказ на Сэвил-роу».
Несмотря на франтовство и придурковатый вид («нечто среднее между Ральфом Линном и Берти Вустером»), Уимзи не занимать ума и деловой хватки: он мастерски расследует преступления, управляет недвижимостью в Лондоне, а в случае необходимости может и раскрутить рекламную кампанию. Его привычки аристократичны: Уимзи коллекционирует инкунабулы, великолепно разбирается в мужской моде, винах и классической музыке и сам неплохо играет на фортепиано. Из-за внешности и амплуа богатого бездельника его часто не воспринимают всерьез (что сближает его с с сэром Перси Блейкни / Алым Первоцветом).
Лорда Питера Уимзи именуют «лордом», так как он второй сын герцога. Это — титул учтивости, не передаваемый по наследству, поэтому Питер не является пэром и не имеет права заседать в Палате лордов.

### До начала повествования
События его жизни, предшествующие первому из романов («Где тело?») таковы: Уимзи получил образование в Итонском колледже и Баллиол-колледже, в Оксфорде, специализировался по истории. Он также был выдающимся игроком в крикет. Не избрав академической карьеры, Уимзи тем не менее с глубоким уважением относится к своей альма-матер.
В юности Питер влюбился в молодую женщину по имени Барбара и обручился с ней. Когда началась Первая мировая война, он поспешил присоединиться к британской армии, расторгнув помолвку с Барбарой, чтобы не связывать её, если он погибнет или станет калекой. Позже девушка вышла замуж за другого, менее принципиального офицера. Уимзи служил на Западном фронте с 1914 по 1918 год, достигнув звания майора в стрелковой бригаде. Он был назначен офицером разведки, был добросовестным и талантливым командиром, любимым подчинёнными.
Именно в армии Питер встретил своего будущего камердинера, сержанта Мервина Бантера. Разделяя все тяготы передовой, они договорились, что, если оба выживут в войне, Бантер станет камердинером Уимзи. В 1918 году Уимзи был ранен в результате артиллерийского обстрела близ Каудри во Франции. Он перенёс посттравматическое стрессовое расстройство и в конечном итоге был отправлен домой.
После войны он в течение многих месяцев не мог отдавать слугам какие-либо приказы, поскольку опыт военного времени заставил его воспринимать любой приказ как косвенное убийство. Именно тогда Бантер прибыл и занял свой пост в качестве камердинера.

### Расследование убийств
Уимзи начинает своё первое расследование убийства в 1921 году в романе «Чей труп?». Дело ведёт полицейский инспектор Сэгг, который крайне враждебно относится к Уимзи и пытается исключить его из расследования. Тем не менее Уимзи щедро награждает Сэгга уликами; благодарный детектив не может более враждовать с Уимзи. Однако Уимзи не совсем психически здоров. В конце расследования у Уимзи галлюцинация, что он вернулся в окопы, и чтобы поправить свое здоровье, лорд уезжает в отпуск.
В следующем году он путешествует (роман «Под грузом улик») по вымышленной местности в Северном Йоркшире, чтобы помочь своему старшему брату, герцогу Денверскому Джеральду, которого обвинили в убийстве капитана Дениса Кэткарта, жениха их сестры. Их сестра, Леди Мэри, также попадает под подозрение. Лорд Питер снимает подозрения с герцога и Леди Мэри. Чарльз Паркер влюбляется в Мэри.
В рассказе «Новый вариант пещеры Али-Бабы», в декабре 1927 года Уимзи инсценирует свою смерть для очередного расследования. Только мать и сестра Уимзи, верный Бантер и инспектор Паркер знают, что он всё ещё жив. После удачного окончания расследования, Уимзи отмечает, что «мы проведем ужасное время с адвокатами, доказывая, что я — это я».
В романе «Сильный яд» лорд Питер встречает Гарриет Вейн, писательницу детективов, обвиняемую в убийстве своего любовника. Питер влюбляется в неё с первого взгляда. Уимзи доказывает её невиновность и спасает её от виселицы, но она считает, что благодарность не является хорошей основой для брака, и вежливо, но твердо отклоняет несколько его предложений — о чём читатель узнает на протяжении нескольких следующих романов. Развязка любовной истории происходит в книге «Возвращение в Оксфорд».
Уимзи и Вейн поженятся в последнем романе цикле под названием «Медовый месяц в улье» — 8 октября 1935 года. Медовый месяц Уимзи и Гарриет проводят в Восточном Хартфордшире, в доме который Питер купил для своей жены в качестве свадебного подарка. Там они находят тело предыдущего владельца и проводят свой медовый месяц, расследуя это убийство.
В течение последующих пяти лет у четы Уимзи родились 3 сына (рассказ «Толбойз»).

## История создания
Дороти Сэйерс написала 11 романов о Питере Уимзи и его дворецком Бантере (своего рода Дживсе среди сыщиков), а также несколько рассказов с участием Уимзи и его семьи. Другие повторяющиеся персонажи включают инспектора Чарльза Паркера, семейного солиситора (адвоката и консультанта в уголовных делах) мистера Мурблса, барристера сэра Импи Биггса, журналиста Салкомба Харди и финансового консультанта достопочтенный Фредди Арбутнота, который оказывается запутанным в деле в первой из книг о Уимзи, «Чей труп?» (1923).
Доведя любовную линию до счастливой развязки — свадьбы, Сэйерс перестала писать детективы о лорде Питере незадолго до Второй мировой войны. Однако на протяжении оставшейся жизни сообщала в переписке со своими друзьями о различных событиях в семье Уимзи — рождении детей, смерти племянника (сына герцога) на войне и т. д., отдельно т. н. «The Wimsey Papers» публиковались в 1939—1940-х годах в прессе, что позволяло ей высказывать свое мнение о войне. Только в 1942 году она написала детективный рассказ «Толбойз», где вывела трех сыновей счастливой пары.

### Источник образа
В своей статье «How I Came to Invent the Character of Lord Peter Wimsey» Сэйерс писала:
Мне это ничего не стоило, а с деньгами у меня было особенно туго, и я с большим удовольствием тратила его состояние. Когда мне не нравилась моя единственная комната, снятая без мебели, я снимала для него роскошную квартиру на Пикадилли. Когда на моем половике появлялась дырка, я заказывала ему обюссонский ковер. Когда у меня не хватало денег на автобусный билет, я дарила ему «даймлер-дабл-сикс»
Существует теория, что Уимзи основывался, по крайней мере частично, на Эрике Уилптоне (1894—1981), который был близким другом Сэйерс в Оксфорде. Также, судя по переписке писательницы, внешне на него повлиял Морис Рой Ридли, капеллан колледжа Баллиол.
Ян Кармайкл, который играл роль Уимзи в первой телевизионной адаптации BBC и тщательно изучал характер своего персонажа и книги о нём, сказал, что лорд Питер был воплощением «идеального мужчины», основанной частично на ранних романтических несчастьях Дороти Сэйерс.

### Романы
| Год  | Перевод                                                              | Оригинал                               | Аннотация |
| ---- | -------------------------------------------------------------------- | -------------------------------------- | --- |
| 1923 | Чей труп? / Кто ты? / Ключ к убийству                                | Whose Body?                            | Архитектор герцогини Денверской обнаруживает в своей ванне труп джентльмена семитской внешности в одном пенсне.                                                         |
| 1924 | Под грузом улик / Труп в оранжерее                                   | Clouds of Witness                      | Брат лорда Питера обвинен в убийстве будущего зятя. |
| 1927 | Не своей смертью / Неестественная смерть / Идеальное убийство        | Unnatural Death                        | Врач рассказывает о подозрительной смерти богатой старушки, из-за которой он потерял свою практику, и лорд Питер решает влезть, куда его не просят.                     |
| 1928 | Неприятное происшествие в Беллонском клубе / Наперегонки со смертью  | The Unpleasantness at the Bellona Club | В достопочтенном лондонском мужском клубе в кресле находят слишком крепко уснувшего старика-генерала.                                                                   |
| 1930 | Смертельный яд / Загадочная смерть / Сильный яд                      | Strong Poison                          | Лорд Питер пытается вытащить со скамьи подсудимых писательницу Гарриэт Вейн (её 1-е появление), обвиняемую в отравлении бывшего любовника                               |
| 1931 | Пять отвлекающих манёвров / Пять красных селедок                     | The Five Red Herrings                  | Лорд Питер проводит отпуск в красочном шотландском местечке, где живёт слишком много художников с буйным темпераментом и воображением.                                  |
| 1932 | Найти мертвеца / Где будет труп                                      | Have His Carcase                       | Гарриет Вейн случайно находит труп жиголо на скале в курортном местечке, и лорд Питер прибегает к ней на помощь                                                         |
| 1933 | Смерть по объявлению                                                 | Murder Must Advertise                  | Работа под прикрытием в рекламном агентстве. |
| 1934 | Девять ударов за упокой / Почерк убийцы / Девять погребальных ударов | The Nine Tailors                       | Лорд Питер случайно становится звонарем в новогоднюю ночь, а потом узнает слишком много о старинных колоколах в одной деревушке                                         |
| 1935 | Возвращение в Оксфорд                                                | Gaudy Night                            | Гарриет (основное действующее лицо романа) возвращается в альма-матер, свой женский колледж в Оксфорде, чтобы расследовать историю с анонимными письмами и вандализмом. |
| 1937 | Испорченный медовый месяц / Медовый месяц в улье                     | Busman’s Honeymoon                     | Лорд Питер и Гарриет проводят медовый месяц в свежекупленном доме в деревне, но все идет наперекосяк. Новеллизация пьесы.                                               |
|      | Престолы, Господства                                                 | Thrones, Dominations                   | Остался незаконченным, завершен в 1998 году Джил Пейтон Уолш |

### Рассказы
1. Lord Peter Views the Body
  1. Человек с медными пальцами / The Abominable History of the Man with Copper Fingers [= The Man with Copper Fingers; Ужасная история о человеке с медными пальцами, Чудовищная история о человеке с медными пальцами] (1924)
  2. Забавный случай с упомянутым предметом / The Entertaining Episode of the Article in Question (1925)
  3. The Fascinating Problem of Uncle Meleager’s Will (1925)
  4. Ужасное происшествие или Тайна маленькой сумки / The Fantastic Horror of the Cat in the Bag (1925)
  5. Неблаговидная шутка одного шутника / The Unprincipled Affair of the Practical Joker (1926)
  6. Недостойная мелодрама вокруг яблока раздора / The Undignified Melodrama of the Bone of Contention [= Яблоко раздора; Недостойная мелодрама, или Яблоко раздора] (1928)
  7. Назидательная история о тяжелых шагах / The Vindictive Story of the Footsteps That Ran (1921)
  8. Дело вкуса / The Bibulous Business of a Matter of Taste; A Matter of Taste (1927)
  9. Голова дракона / The Learned Adventure of the Dragon’s Head (1925)
  10. The Piscatorial Farce of the Stolen Stomach (1927)
  11. Загадка человека, у которого не осталось лица / The Unsolved Puzzle of the Man with No Face (1928)
  12. Новейший вариант пещеры Али-Бабы / The Adventurous Exploit of the Cave of Ali Baba [= The Cave of Ali Baba] (1928)
2. Помимо сборников:
  1. Отражение в зеркале / The Image in the Mirror (1931)
  2. Невероятное путешествие лорда Питера Уимзи / The Incredible Elopement of Lord Peter Wimsey [= История невероятного бегства лорда Питера Уимзи] (1931)
  3. Королева любит свой цвет / The Queen’s Square [= Право шахматной королевы] (1931)
  4. Жемчужное ожерелье / The Necklace of Pearls (1932)
  5. Зубы свидетельствуют / In the Teeth of the Evidence [= С уликами в зубах] (1933)
  6. Где-то совсем в другом месте / Absolutely Elsewhere [= A Case for Lord Peter Wimsey] (1933)
3. Striding Folly (1973) [сборник рассказов]:
  1. Шагающая башня / Striding Folly (1934)
  2. Странный полицейский / The Haunted Policeman [= Полицейский и призрак] (1936)
  3. Толбойз / Talboys [= Tallboys] (1972)
4. The Wimsey Papers (1939—1940): переписка семейства Уимзи о событиях Второй Мировой войны

### Произведения других авторов
- «Спросите полицейского» (1934), совместный роман членов клуба обнаружения, в котором несколько авторов «обменялись» детективами. Линия Питера Уимси была написана Энтони Беркли.
- Lord Peter Wimsey Cookbook (1981) Elizabeth Bond Ryan и William J. Eakins
- Путеводитель по Лорду Питеру Уимси (2002). Стефан П. Кларк
- Лорд Питер Уимси также был включен писателем-фантастом Филиппом Хосе Фармером в качестве члена семьи Уолда Ньютона;
- Герой Лори Р. Кинга Мэри Рассел встречается с Лордом Питером на вечеринке в романе «Письмо Марии».

Книги Джил Пейтон Уолш
Серия была продолжена Джил Пейтон Уолш (родилась в 1937 году). События новых книг разворачиваются после Второй мировой войны. Уолш опубликовала четыре книги из серии о лорде Питере: Thrones, Dominations (1998), A Presumption of Death (2002), The Attenbury Emeralds (2010), The Late Scholar (2013). В романах Уолш Уимзи и Бантер успешно вернулись из своей секретной миссии в 1940 году, но племянник Питера, лорд Сент-Джордж, единственный сын старшего брата Питера, герцога, погиб во время службы в качестве пилота RAF в Битве за Британию. Следовательно, когда брат Уимзи умирает от сердечного приступа в 1951 году во время пожара в Бредон-Холле в Денвере, Уимзи становится новым герцогом Денвера.
- Thrones, Dominations (1998) — по незавершенному тексту Сейерс
- A Presumption of Death (2002)
- The Attentbury Emeralds (2010)
- The Late Scholar (2013)

## Экранизации
- Кинофильм The Silent Passenger (1935). В гл. роли — Питер Хэддон
- Кинофильм Busman’s Honeymoon (1940). В гл. роли — Роберт Монтгомери
- Телефильм Busman’s Honeymoon (1947). В гл. роли — Гарольд Уоррендер
- Телефильм Busman’s Honeymoon (1957) В гл. роли — Питер Грей
- Польский телефильм Vrazda potrebuje reklamu (1964)
- Телесериал BBC Lord Peter Wimsey (1972—1975). В гл. роли — Йан Кармайкл. Экранизированные романы: Clouds of Witness, The Unpleasantness at the Bellona Club, Five Red Herrings, Murder Must Advertise, The Nine Tailors
- Телесериал BBC A Dorothy L. Sayers Mystery (1987). В гл. роли — Эдвард Питербридж. Экранизированные романы: Strong Poison, Have His Carcase, Gaudy Night